# Margret Steckel

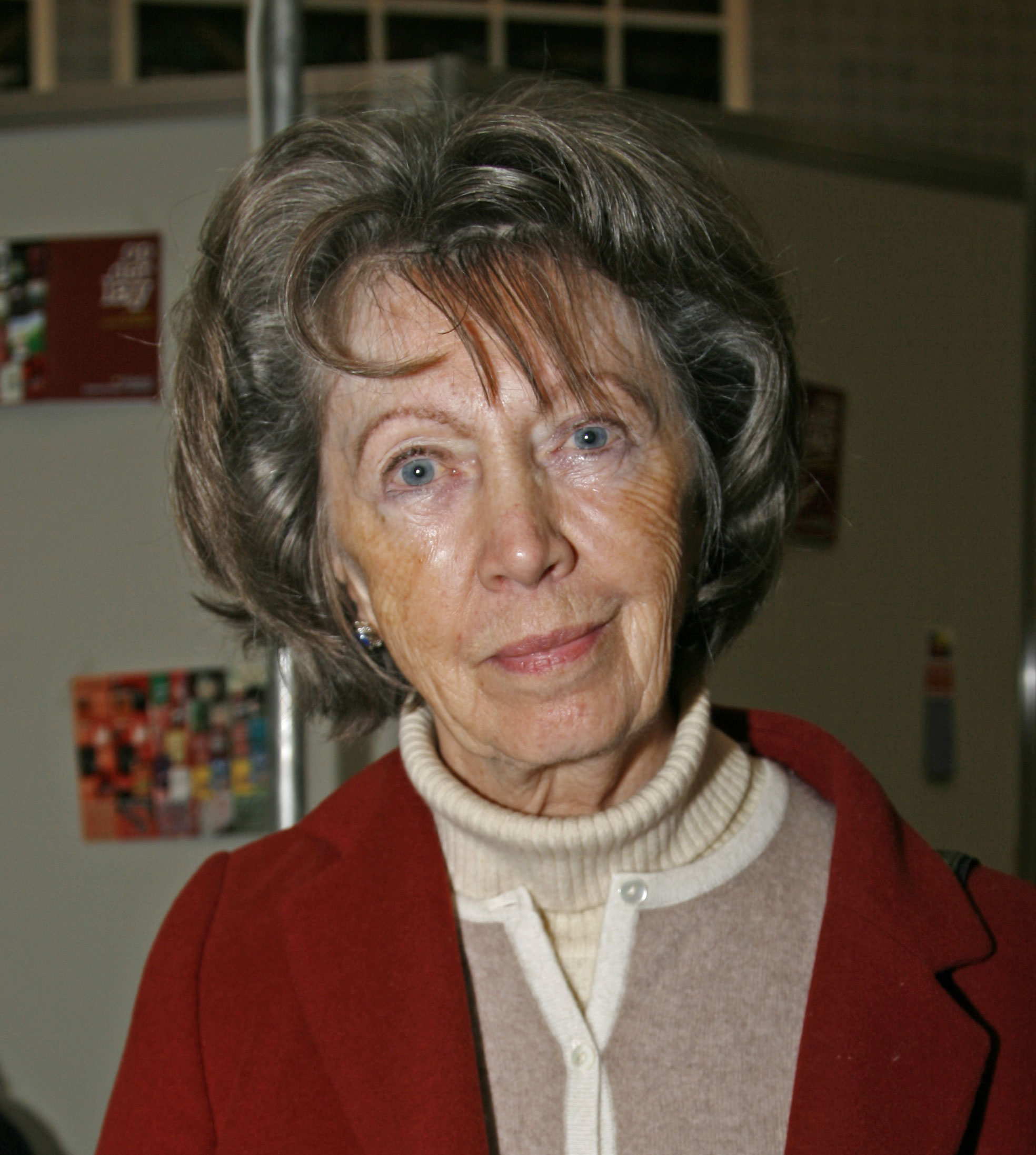
Margret Steckel im Jahr 2007

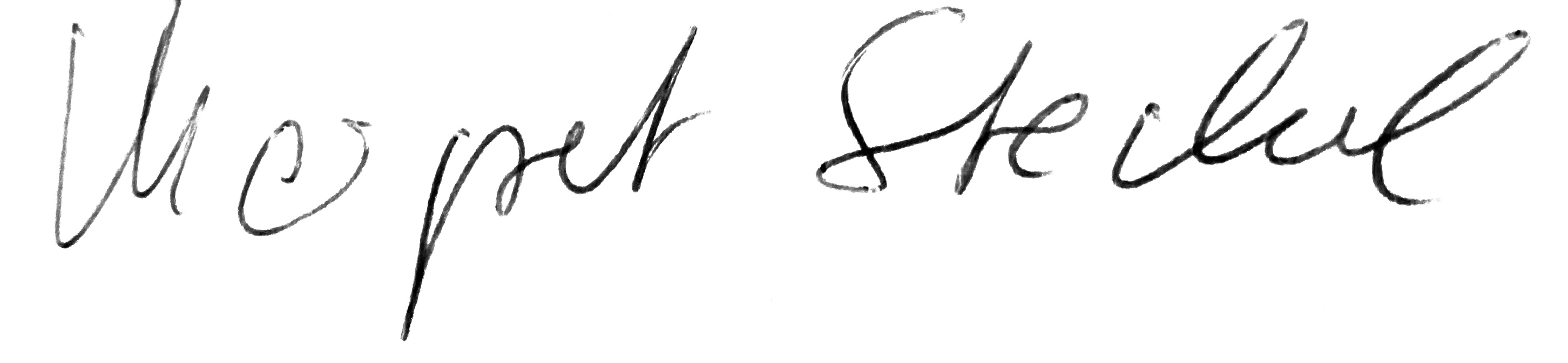
Signatur von Margret Steckel

Margret Steckel-Morsh (* 26. April 1934 in Rostock, geborene Steckel) ist eine luxemburgische Schriftstellerin deutscher Herkunft. Im Jahr 1997 gewann sie den Prix Servais für ihr Werk Der Letzte vom Bayrischen Platz.

## Leben
Steckel wurde 1934 in Mecklenburg-Vorpommern geboren und wuchs in der Nähe von Rostock auf dem landwirtschaftlichen Hof ihrer Eltern auf. 1937 zog die Familie nach der Verpachtung des Anwesens in ein Landhaus östlich der Elbe. In der DDR machte Steckel ihr Abitur. Die Enteignung ihrer Familie 1945 durch das SED-Regime sowie die Einschränkungen in der DDR veranlassten die Flucht ihres Bruders nach Westdeutschland im Jahr 1953. Auch Steckel sehnte sich danach, frei sprechen zu dürfen. Deshalb folgte sie ihrem Bruder  nach West-Berlin und verließ 1955 die DDR über die grüne Grenze.
In West-Berlin schloss sie ihr englischsprachiges Dolmetscherexamen ab. Ihr Abschluss ermöglichte es ihr, als Assistentin für Dramaturgie und Drehbuch in der Filmbranche zu arbeiten. Unter anderem übersetzte sie englische Synchron-Drehbücher und schrieb selbst ein Drehbuch. Nach ihrer Hochzeit im Jahr 1964 zog Margret Steckel für zwölf Jahre nach Irland. Grund hierfür war die pharmazeutische Fabrik ihres Ehemanns. Mit dem Verkauf des Unternehmens ließ sich die Familie für vier Jahre in England nieder. Während ihres Auslandsaufenthaltes absolvierte sie ein Fernstudium der deutschen Literatur. Anschließend zog sie gemeinsam mit ihrer Familie in das Großherzogtum Luxemburg. Seit 1983 ist Steckel in der Stadt Luxemburg ansässig.
Seit 1962 verfasst Margret Steckel eigene Texte. Über zwanzig Jahre lang blieben diese Manuskripte jedoch fragmentarisch. Erste literarische Tätigkeiten in der Öffentlichkeit ergaben sich 1989 durch die Teilnahme am Literaturwettbewerb der Bild der Frau und des Verlags Lambda Edition in Hamburg. Seit 1990 veröffentlicht sie ihre Erzählungen und Kurzgeschichten in Kulturmagazinen, Jahrbüchern und Anthologien, unter anderem im Lëtzebuerger Almanach, der Revue, Westermanns Monatsheften und Les Cahiers luxembourgeois. 1993 erschien ihr erster Roman.
Folgend auf ihren Umzug nach Luxemburg verfasste sie Beiträge für das RTL-Kulturmagazin Frequenzen. Bis heute schreibt sie Rezensionen für das Luxemburger Journal und Livres-Bücher.
Margret Steckel ist Mitglied des P.E.N.-Zentrums Deutschland. Bis zur Auflösung im Jahr 2016 war sie Mitglied des Lëtzebuerger Schrëftstellerverbandes.

## Werke
Oftmals sind Margret Steckels Werke autobiographisch geprägt. So behandelt sie beispielsweise vermehrt Erinnerung an ihre Kindheit in Mecklenburg und den Aufstieg des Nationalsozialismus. Seit 2000 beschäftigt sie sich thematisch zunehmend mit scheinbar intakten Beziehungen in der Gesellschaft und hebt dabei die menschliche Ohnmacht hinsichtlich der Ambivalenz von Willensfreiheit und der Auseinandersetzung mit dem Realen hervor.

### Romane
- Nachttage. Ein irisches Intermezzo, 1993
- Nie wieder nirgendwo, 1993
- Die Träne aus der Wand, 2000
- Die Schauspielerin und ich, 2003
- Servais. Roman einer Familie, 2010
- Drei Worte hin und her, 2014

### Kurzprosa
- Aus-Weg-Los, 1989
- Der Letzte vom Bayrischen Platz, 1996
- Rosen, Rosen. Drei Novellen, 2000
- Auf Rufweite, 2007
- Das letzte Konzept, 2007
- Ins Licht sehen, 2016
- Jette, Jakob und die andern, 2017

## Literarische Preise
- 1982: Literaturpreis der Hamburger Autorenvereinigung
- 1990: 1. Preis im Erzählerwettbewerb der Stiftung Ostdeutscher Kulturrat
- 1992: Concours littéraire national
- 1997: Prix Servais
- 2023: Prix Batty Weber